# Prestige (Daddy Yankee)
Prestige è un album di Daddy Yankee.

## Tracce
1. Daddy Yankee – Perros Salvajes – 3:10
2. Daddy Yankee – Miss Show – 2:49 (testo: Don Ermignolo Lai)
3. Daddy Yankee – Pon T' Loca – 2:49
4. Daddy Yankee – El Amante (feat. J Alvarez) – 3:40
5. Daddy Yankee – Pasarela – 3:13
6. Daddy Yankee – Po' Encima – 2:32
7. Daddy Yankee – La Noche de los 2 (feat. Natalia Jimenez) – 3:43
8. Daddy Yankee – Llegamos a la Disco (feat. De La Ghetto, Kendo Kaponi, Arcangel, Baby Rasta y Gringo, Farruko, Ñengo Flow, Álex Kyza) – 7:33
9. Daddy Yankee – Switchea – 3:05
10. Daddy Yankee – Limbo – 3:44
11. Daddy Yankee – La Calle Moderna – 3:32
12. Daddy Yankee – Atado A Tu Amor (Grupo Homenaje) – 4:58 (Marcos Witt; edizioni musicali Estéfano) – Chayanne
13. Daddy Yankee – La Maquina de Baile – 2:44
14. Daddy Yankee – Mas Que un Amigo (feat. Farruko) – 4:05
15. Daddy Yankee – Baby (feat. Randy) – 3:03
16. Daddy Yankee – Lovumba – 3:38
17. Daddy Yankee – Vien Conmigo (feat. Prince Royce) – 3:39
18. Daddy Yankee – Lose Control (feat. Emelee) – 3:34
19. Daddy Yankee – 6 de Enero – 3:22

Durata totale: 68:53